# Fußballstellung
Die Fußballstellung (eigentlich: dt. „Rückengriff“ oder gelegentlich auch „Baguettehaltung“ als Übersetzung aus dem Amerikanischen) ist eine Position beim Stillen.

## Körperhaltung
Dabei liegen die Beine des Babys seitlich hinter der Mutter, diese umgreift den Körper wie einen Fußball beim Tragen unter dem Arm und stützt dabei das Köpfchen des Kindes, damit es die Brustwarze gut erreichen kann (ein Stillkissen bietet sich hier an).
Der Vorteil zur normalen Stillposition (zum Beispiel Wiege) besteht darin, dass somit die dem Arm zugewandte Fläche der Brust gut entleert wird, da stets die Seite der Brust am besten beim Stillen entleert wird, an der der Kiefer des Kindes angreift. Somit wird diese Position oft bei Müttern empfohlen, die über zu viel Milch und häufige Milchstaus oder Brustentzündungen klagen.